# Абделькадер Бен-Буалі
Абделькадер Бен-Буалі (фр. Abdelkader Ben Bouali, 25 жовтня 1912, Шлеф — 23 лютого 1997, Алжир) — французький футболіст, що грав на позиції захисника, зокрема, за клуб «Марсель», а також національну збірну Франції.
Чемпіон Франції. Володар Кубка Франції. 

## Клубна кар'єра
У футболі дебютував 1932 року виступами за команду клубу «Алжир», в якій провів один сезон. 
Згодом з 1933 по 1940 рік грав у складі команд «Монпельє», «Сет», «Марсель», «Расінг» (Париж) та «Тулуза». Протягом цих років виборов титул чемпіона Франції.
1940 року перейшов до клубу «Відад» (Касабланка), за який відіграв 6 сезонів. Завершив професійну кар'єру футболіста у 1946 році.

## Виступи за збірну
1937 року дебютував в офіційних матчах у складі національної збірної Франції. Протягом кар'єри у національній команді провів у її формі 1 товариський матч проти команди Ірландської Вільної держави (0-2).
Був присутній в заявці збірної на чемпіонаті світу 1938 року у Франції, але на поле не виходив.
Помер 23 лютого 1997 року на 85-му році життя у місті Алжир.

## Титули і досягнення
- Чемпіон Франції (1):

«Марсель»: 1936-1937
- Володар Кубка Франції (1):

«Марсель»: 1937-1938